# Flujo genético

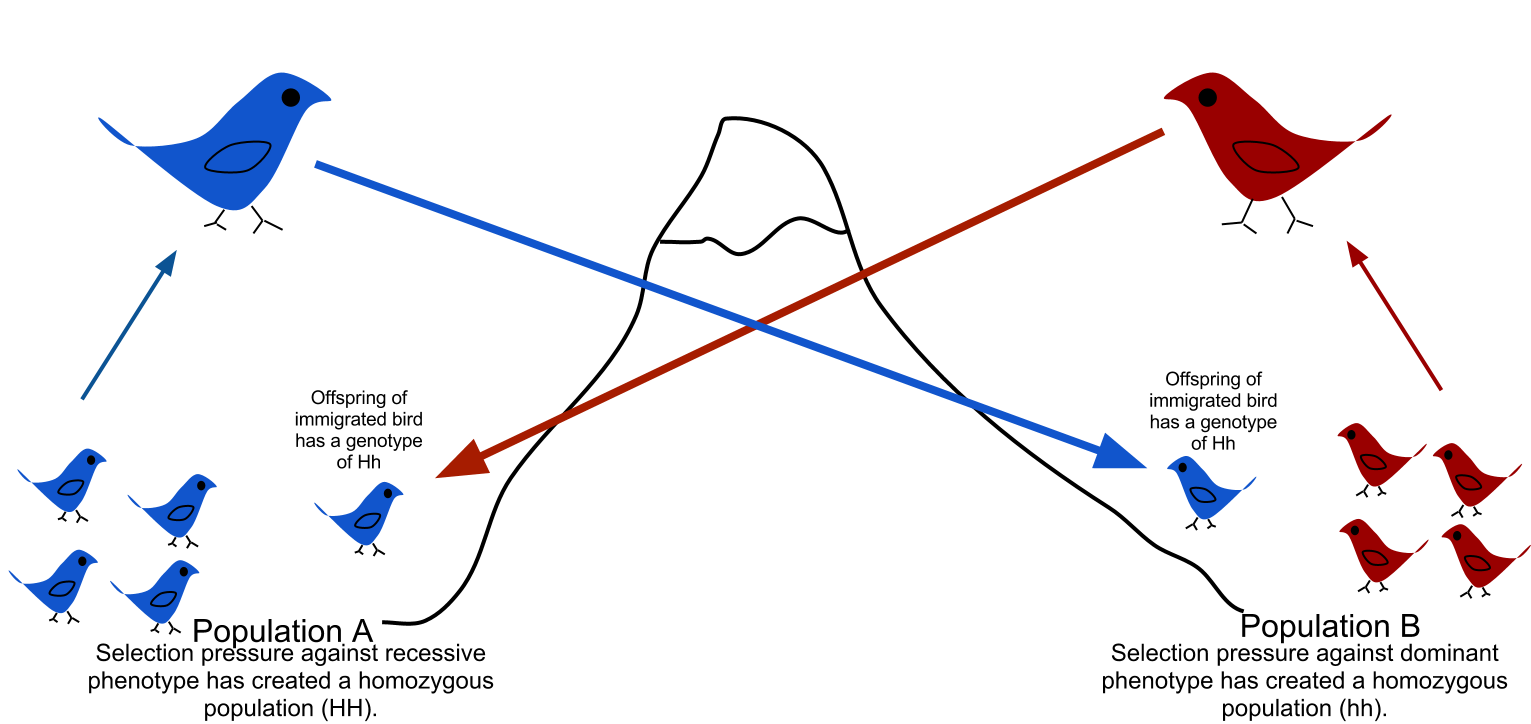
El flujo genético es la transferencia de alelos de una población a otra mediante la migración de individuos. En este ejemplo, uno de los pájaros de la población A migra a la población B, que tiene menos de los alelos dominantes, y mediante el apareamiento incorpora sus alelos en la otra población.

El flujo genético (también conocido como migración de genes) es la transferencia de alelos de genes de una población a otra.
La migración hacia o desde una población puede ser responsable de importantes cambios en las frecuencias del acervo genético (el número de individuos con un rasgo particular). La inmigración puede resultar en la introducción de nuevo material genético al acervo genético establecido de una especie o población particular y, a la inversa, la emigración puede provocar una pérdida de material genético.
Hay un número de factores que afectan al ritmo del flujo genético entre poblaciones diferentes. Uno de los factores más significativos es la movilidad, y los animales tienden a ser más móviles que las plantas. Una mayor movilidad tiende a darle más potencial migratorio a un individuo.

## Barreras al flujo genético
Las barreras físicas al flujo genético son a menudo, pero no siempre, naturales. Pueden incluir cordilleras infranqueables o grandes desiertos, o algo tan sencillo como la Gran Muralla China, que ha dificultado el flujo natural de genes de plantas. Se han hallado ejemplares de la misma especie que crecen en ambos lados con diferencias genéticas.

## Flujo genético en humanos
Se ha observado flujo genético en humanos, por ejemplo en Estados Unidos, donde se han juntado recientemente una población europea de piel clara y una población de piel oscura del oeste de África. El grupo sanguíneo Duffy confiere al portador alguna resistencia a la malaria, y como resultado, en África occidental, donde la malaria está extendida, el alelo Fyo tiene en la práctica una frecuencia del ciento por ciento. En Europa, hay algunos niveles de malaria mucho más bajos, se puede tener tanto el alelo Fyª como el Fyb. Se puede medir el ritmo de flujo genético entre dos poblaciones midiendo las frecuencias. El flujo genético es mayor en el norte que en el sur.

## Flujo genético entre especies
En circunstancias muy especiales, los genes pueden pasar de una especie a otra, como cuando se transfiere ADN bacteriano a los animales o las plantas.
Una fuente de variabilidad genética es la transferencia genética, el movimiento de material genético entre los límites de las especies, que incluyen la transferencia genética horizontal, el cambio antigénico y la reordenación. Los virus pueden transferirse genes entre especies  (enlace roto disponible en Internet Archive; véase el historial, la primera versión y la última).. Las bacterias pueden incorporar genes de otras bacterias muertas, intercambiar genes con bacterias vivas, y pueden tener plásmidos que "establezcan su residencia separada del genoma huésped".
"Comparaciones de secuencias sugieren una transferencia horizontal reciente de varios genes entre diversas especies, incluso a través de los límites de los "dominios" filogenéticos. Por tanto, no se puede determinar  concluyentemente la historia filogenética de una especie determinando los árboles evolutivos de genes individuales". 
El biólogo Gogarten sugiere que la metáfora original de un árbol ya no casa con los datos recientes de la investigación genómica, y por tanto los biólogos [deberían] usar la metáfora de un mosaico para describir las distintas historias combinadas en los genomas individuales y usar [la] metáfora de una red para visualizar el rico intercambio y efectos cooperativos de la transferencia genética horizontal entre microbios.
Usando genes individuales como marcadores filogenéticos es difícil seguir el rastro de la filogenia de un organismo en presencia de transferencia genética horizontal. La combinación del modelo sencillo coalescente de la cladogénesis con los sucesos raros de transferencia genética horizontal sugiere que no hubo un último ancestro común que contenía todos los genes que eran antepasados de los genes que compartían los tres dominios de la vida. Todas las moléculas contemporáneas tienen su propia historia que se remonta a un cenancestro molecular individual. Sin embargo, es probable que estos ancestros moleculares estuvieran presentes en distintos organismos en tiempos distintos".

## Modelos de flujo genético
Se pueden derivar modelos de flujo genético a partir de la genética de poblaciones, por ejemplo el modelo de vecindario de Sewall Wright, el modelo de isla de Wright y el modelo de piedra angular.